# Kewstoke
Kewstoke – wieś w Anglii, w hrabstwie ceremonialnym Somerset, w dystrykcie (unitary authority) North Somerset. Leży 28 km na zachód od miasta Bristol i 198 km na zachód od Londynu. W 2001 miejscowość liczyła 1624 mieszkańców.